# Teofil Iconoclastul

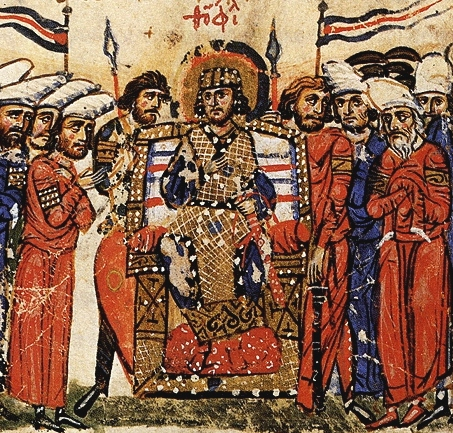
Theophil, pictură de Ioan Skylitzes

Theophil (Teofil), (n. 813 d.Hr. – d. 20 ianuarie 842 d.Hr., Constantinopol, Imperiul Roman de Răsărit) a fost împărat bizantin între 829 și 842. A fost fiul lui Mihail al II-lea Amorianul și al Theklei și nepotul lui Leon al V-lea Armeanul.

## Domnie
În 822, Theophil a fost asociat la domnie de către tatăl său. În 829, el a devenit împărat. Theophil a fost un iconoclast convins; în 832 el a dat un edict împotriva cultului icoanelor. Când a venit pe tron, Theophil a fost nevoit să lupte pe două fronturi cu arabii. Sicilia fusese invadată, iar Palermo fusese ocupat în 831. În Anatolia, bizantinii au pierdut multe cetăți în favoarea arabilor, în 830. În 831, Theophil invadează Cilicia și capturează orașul Tarsus, întorcându-se în triump la Constantinopol. Dar, în toamnă, Theophil a fost înfrânt în Cappadocia, iar după o altă înfrângere, Theophil a fost nevoit să semneze pacea în 833. În timpul războiului cu arabii, Theophil a și negociat răscumpărarea prizonierilor de la bulgari, din timpul războiului lui Nicefor I. Cu aceste forțe noi, Theophil a început pregătirile pentru un nou război cu arabii.

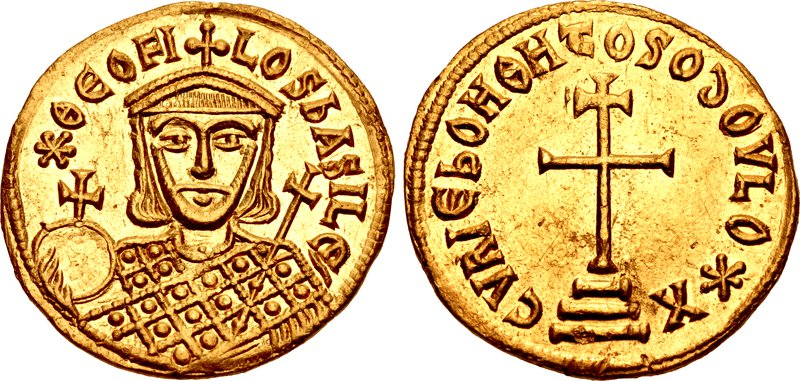
Monedă cu împăratul Theophil împreună cu însemnele imperiale

În 837 Theophil a invadat Mesopotamia și a ocupat orașele Melitene, Samosata și Zapetra, locul de naștere al califului al-Mu'tasim. Theophil s-a întors la Constantinopol în triumf, așa cum mai făcuse și cu șase ani înainte. Pe 21 iulie 838, la Dazimon, Theophil a condus personal armatele bizantine împotriva arabilor, fără succes însă, împăratul însuși fiind aproape de moarte. După aceea, al-Mu'tasim a ocupat Ankira (Ankara) și a pornit spre Amorion, locul de naștere al lui Mihail al II-lea Amorianul, tatăl lui Theophil. După un scurt asediu și cu ajutorul unui dezertor, Amorion a fost ocupat de arabi pe 22 septembrie 838. Mare parte din populație a fost ucisă, restul făcută sclavă iar orașul distrus din temelii.
În războiul cu arabii Theophil a secat vistieria statului, dar a fost și un împărat învățat. De asemenea, Theophil a întărit zidurile Constantinopolelui și a construit un spital care a ținut până în secolul al XV-lea. Theophil a murit pe 20 ianuarie 842.
Cu soția sa Teodora, Theophil a avut șapte copii:
- Constantin, co-împărat (833 - 835)
- Mihail al III-lea, împărat (842 - 867)
- Maria, căsătorită cu Caesarul Alexios Mouseles
- Thekla, viitoare amantă a lui Vasile I Macedoneanul
- Anna
- Anastasia
- Pulcheria